# Berviller-en-Moselle
 Berviller-en-Moselle  es una población y comuna francesa, en la región de Lorena, departamento de Mosela, en el distrito de Boulay-Moselle y cantón de Bouzonville.

## Demografía
| 379 | 370 | 387 | 454 | 479 | 447 |
| Para los censos de 1962 a 1999 la población legal corresponde a la población sin duplicidades (Fuente: INSEE [Consultar]) |     |     |     |     |     |